# Mórocz Antal
Mórocz Antal (Pápa 1835. május 17 – Gödöllő 1918. április 28). Templom és iskolaépítő római katolikus lelkipásztor, áldozópap, egyházi író, költő. Élete, irodalmi munkássága a hitnek, a magyar nyelv és beszédkultúra fejlesztésének és a szegények felkarolásának szolgálata volt.

## Élete

### Származása
Apja nemes Mórocz Mihály (1802-1887) pápai kisbirtokos, édesanyja Ács Katalin. Sok testvére közül öten érték meg a felnőttkort. Szüleit illetve kisebb testvéreinek felnevelését, taníttatását fiatal korától kezdve támogatta. Testvérbátyja volt Mórocz Alajos gönyűi kántortanító és jegyző.

### Tanulmányai
Elemi iskoláit Pápán végezte. Gimnáziumi tanulmányait a pápai bencés algimnáziumban kezdte meg. 1847-1852 között a győri bencés főgimnáziumban tanult. 1852-ben belépett a bencés rendbe, és Pannonhalmán teológiát hallgatott. 1856-tól Veszprémben szemináriumi hallgató. 1859. július 26-án Ranolder János veszprémi püspök szentelte pappá.
Lelkészi munkássága: 1859-től Súron, 1860-tól Somlóvásárhelyen, 1864-től Zalaszegváron, 1867-től Tüskeváron, 1869-től Somlószőlősön káplán. Tüskeváron Házy Alajos plébános káplánjaként Élő Rózsafüzér imaközösséget szervezett. 1870. november 1-től Minderlein Ignácz ’48-as honvédezredes, lovászpatonai plébános nyugdíjba vonulása után Lovászpatonán adminisztrátor, áldozár. 
Negyvennégy évig Lovászpatona anyaegyház és filiája Nagydém, valamint a hozzájuk tartozó külterületek, Vicsepuszta, Szeglepuszta, Szerdahely, Agymajor, Heitermajor, Dombizsór és a három Répáspuszta lelkipásztora volt.

„
Hívei tűzbe mentek érte. Páratlan szónoki képességgel áldotta meg az Isten. A szelíd szellő szárnyán éppen úgy suttogott, mint ahogyan viharként mennydörgött, ha erre volt szükség” … „A gondviselés Mórocz Antalt erős idegzettel áldotta meg, s éppen ezért a csüggedést és megfutamodást nem ismerte” – írja róla Patonay (Pitying) József lovászpatonai helytörténeti monográfiájában.”

A bencés rend alapszabályait követve szegénységben és nincstelenségben élt. Javadalmazását, jószágát, vagyonát, szeretetét  –felekezeti hovatartozástól függetlenül– megosztotta a falu szegényeivel. Vallotta: „A gazdagnak pénze, a szegénynek meg szíve van”. A pápai bencés gimnázium szegény tanulóinak taníttatását segélyező Szulpicz Egylet tagja és aktív támogatója volt. 
Lovászpatonán a Festeticsek által 1765-ben épített omladozó templom helyébe 1884-1885-ben, a kegyúr Wallisné Medgyesi Somogyi Ilona grófnő támogatását megnyerve új, 32 m magas tornyú templomot épített az akkor 1140 lélekszámú egyházközség számára. Mórocz közbenjárására az adományozók között volt egykori rendtársa, a nagydémi születésű Soós Mihály kanonok, író, a Keszthelyi Magyar Királyi Gazdasági Tanintézet természettan- és mennyiségtan tanára és maga a király is. 1885. szeptember 27-én 14 környező község plébánosa és esperese áldotta meg az új templomot. Az ünnepélyre írt dicsőítő, hálaadó versét Mórocz Alajos Gönyű község kántortanítója zenésítette meg. Mórocz szolgálata alatt 1894-ben a lovászpatonai templomba 2 manuálos 8 regiszteres 456 sípos új barokk orgona, 1891 és 1901 között öt terrakotta illetve fa templomszobor került, a templomtoronyba 1912-ben új ütős toronyóra, a templom előtt egy Mária-szobor és egy utcai kőkereszt épült. 1910-ben Lovászpatonán új háromtantermes elemi iskolát épített (ma művelődési ház), és a régi iskolát tanítólakásokká alakíttatta át. Fő támasza és harcostársa Horváth János római katolikus kántortanító volt, akivel 1873-tól nyugdíjba vonulásáig dolgoztak együtt. 
Nagydémi filiájának temploma 1884-ben kapott díszes tornyot, 1886-ban új tetőzetet, 1904-ben pedig új orgonát. Hívei adományából alapítványi számadásba vett négy új templomszobrot és egy fakeresztet. Egyházközségében megalapította a Rózsafüzér Társulat testvérületet (confraternitas). Közel 55 éves szolgálata alatt több mint 1000 gyermeket készített föl a bérmálás szentségének fölvételére.
Hitének szellemi óriása volt. Papi hitvallását önmaga az alábbiak szerint fogalmazta meg:

„
Sok bajlódás, méltatlankodás, keserítés, nyugtalanítás között foly le egy lelkipásztor élete. De mindezt megkönnyíti, s kevesbíti, ha a bajok forrását elsősorban önmagunkban keressük. Erős recept!  –én is használom – s nem sikertelen!”

Az elemi iskolában pásztora volt nevessé lett tanítványainak: dr. Babics Antal Kossuth-díjas orvosprofesszornak, dr. Babics Endre római katolikus kanonoknak, Patonay (Pitying) József főgimnáziumi tanár - történésznek, Józsy Béláné Horváth Margit tanítónőnek. Lovászpatona plébániáját plébánosi cím nélkül adminisztrátori minősítésben több mint négy évtizeden át vezette.

## Irodalmi munkássága
Szóval, hittel és tollal harcolt a kultúráért, az iskoláért, a nemzeti nyelvért, a tanítók társadalmi megbecsüléséért, az elesettekért. Minden megszólalásával, írásával ápolni, fejleszteni, terjeszteni akarta szép magyar anyanyelvét. Prózai és lírai művei oktató-nevelő szándékát, hazája és a magyar nyelv iránti szeretetét bizonyítják. Patonay (Pitying) József helytörténész írja róla: „Csak magyarul tudott – de magyarul aztán tudott!” 
Bátran kiállt a népnevelők, a tanítók mellett, társadalmi megbecsülésüket követelte:

„
Tanító urunknak is van elég gondja, Hogy a gyermekeket jól kipallérozza;
De mit érhet akkor az ő fáradsága, Ha otthon a gyerek, mit rárak, lerázza?
Népnevelést kürtöl ma az egész világ, S a népnevelőket háttérbe szorítják.
Becsület és kenyér a legelső kellék, Hogy tanítóink az iskolát szeressék.
Uraim! Míg ti ezt tőlük megvonjátok: Jó lábra nem állhat addig iskolátok!”

1885-ben jelent meg A Lovászpatonai Plébánia – Templomépítési emlékül című prózai írása, melyben nemcsak a templom születésének történetét, hanem történészi igényességgel a lovászpatonai plébánia múltját is megörökítette. Még ugyanez évben nyomdába került Szívlant című verse, melyben a hit és az erény dicsérete mellett köszönetet mondott a templomért. A vén bakter életkátéja című vallási témájú tanító-oktató verses elbeszélése –amely nem egyszerűen hitvallás, hanem az emberi élet egészére érvényes tanítás – először folytatásban jelent meg a Veszprémi Közlöny hasábjain, majd 1888-ban Stettner Ede veszprémi Szent István Könyvnyomdája adta ki. Az egyszerű falusi embernek szól tiszta érthető magyar nyelven. A tudós bölcselkedő  – akire hatottak a nagy latin klasszikusok, Horatius és Vergilius –  életszemlélete, a természetközeli élet és az emberi méltóság dicsérete, feltétlen tisztelete olvasható ki belőle:

„
„Ember ember előtt ne csússzon, ne másszon, Ember az emberrel emberesen bánjon!
Én már az életben sok nagy embert láttam, De többet embernél egyben sem találtam;
Mire való tehát ama nagyralátás, Az a más embertől követelt térdhajtás?
Homlokodat, ember, miért szeded ráncba: Ha előtted nem áll más porig alázva?
Akit te most megvetsz, mint nyomorult férget, Isten előtt egykor még elejbéd léphet!
… Az erkölcsös élet a legjobb patika,Egészség-fönntartó, áldott medicina”.”

Az ezredéves ünnepségsorozatra 1896-ban jelent meg a Milleniumi gondolatok; Megszívlelésül a katholikus magyar néphez című prózai írása Budapesten a Hunyadi Mátyás Intézet nyomtatásában. A Magyar Szemle pályázatára írta „Istent féljétek, királyt tiszteljétek!” jeligére 15 versszakos hazafias költeményét Hazáért – Királyért címmel. 1909-ben ünnepelt aranymiséjét is verssel köszöntötte Offertórium lelkipásztor aranymiséjére címmel, melyet az újpesti Salgó Nyomda jelentetett meg. 
Sokat tett az 1896-ban Pápán felavatott ’48-as honvédszobor anyagi forrásainak megteremtéséért.
79 éves koráig aktívan, segítő káplán nélkül dolgozott. 1914. január 10-én ténylegesen nyugdíjba vonult. Egy erdélyi tanítócsalád fogadta be Törcsváron, majd 1916-1918 között az anyaországba menekülő családdal együtt Gödöllőn talált menedéket. 83 évesen – ahogy élt – szegényen és nincstelenül érte a halál 1918. április 28-án. Gödöllőn temették el. 

## Emlékezete
Lovászpatonán – az egykori iskolaépítés 110. évfordulóján – a Lovászpatonai Baráti Kör Egyesület által állított márványtábla őrzi emlékét (2020).